# Fernando Meirelles
Fernando Ferreira Meirelles ORB • OMC (São Paulo, 9 de novembro de 1955) é um cineasta, ativista, produtor e roteirista brasileiro. É conhecido principalmente pelo filme Cidade de Deus, lançado em 2002 pela Lumière no Brasil, e pelo qual foi indicado ao Oscar de melhor diretor.
Foi indicado ao Globo de Ouro de melhor diretor e ao BAFTA de melhor direção em 2005 por O Jardineiro Fiel, que ganhou o Óscar de melhor atriz secundária pela atuação de Rachel Weisz. Ele também dirigiu a adaptação do romance de José Saramago, Ensaio sobre a Cegueira (2008), 360 (2011) e Dois Papas (2019), além de encabeçar a equipe artística que produziu a cerimônia de abertura dos Jogos Olímpicos de Verão de 2016. Em 2019 dirigiu o filme Dois Papas para a Netflix e a série Pico da Neblina para a HBO.
Em 2015, tornou-se supervisor artístico da Globo Filmes, atuando e supervisionado séries e telefilmes produzidas para coprodução e exibição pela Rede Globo, em substituição ao diretor e ator Daniel Filho, que deixou a emissora.
É casado com a atriz Ciça Mereirelles e pai do cineasta Francisco Meirelles e da fotografa Carolina Meirelles.

## Carreira
Fernando Meirelles nasceu na cidade de São Paulo no dia 9 de novembro de 1955. Seu pai é médico gastroenterologista e viajava com razoável frequência para a Ásia e a América do Norte, entre outras regiões do mundo, o que favoreceu Meirelles a manter contato com diferentes culturas e locais, acompanhando o pai. Aos 11 anos de idade, em 1967, Fernando morou um ano na Califórnia onde teve contato com o movimento hippie, que o impressionou e teve um grande impacto em sua vida. Quando completou 12 anos de idade, seu pai o presenteou com uma filmadora, passatempo que nunca abandonou.
Cursou a Faculdade de Arquitetura e Urbanismo da Universidade de São Paulo durante a década de 1980. Diferente dos colegas de classe, em seu trabalho de conclusão de curso, Meirelles apresentou um filme. Em conjunto de quatro amigos: Paulo Morelli, Marcelo Machado, Dário Vizeu e Beto Salatini, Meirelles fundou uma produtora cinematográfica intitulada "Olhar Eletrônico". A produtora independente iniciou suas atividades desenvolvendo curtas experimentais, e fez história ao criar conteúdo audiovisual para televisão, em época que cada emissora produzia seu próprio conteúdo. Olhar Eletrônico venceu três prémios no primeiro Festival Videobrasil, em 1983 com os filmes Marly Normal, Garotos do Subúrbio e Brasília.
A produtora levou ao ar programas de televisão sobre atualidades em 1982, além da série infantil Rá-Tim-Bum, com centenas de episódios. O grupo de amigos que fundaram a empresa começaram a dissolver-se de forma gradual no fim da década de 1980, quando seus integrantes começaram a trabalhar em projetos individuais. Em 1991, Fernando Meirelles e Paulo Morelli descontinuam alguns projetos da Olhar Eletrônico e a transforma em O2 Filmes, com o foco inicial em campanhas publicitárias. Em pouco mais de uma década a empresa se tornou um dos principais nomes do país no segmento.
Em 1997, pouco tempo depois do lançamento de Cidade de Deus de Paulo Lins nas livrarias, Fernando Meireles ganha de presente o livro de Heitor Dhalia — que na época era redator de agência de publicidade — e admirava Meireles por seus trabalhos no meio publicitário e cinematográfico. Dhalia sugeriu a adaptação cinematográfica a Meirelles. O filme foi gravado entre junho e agosto de 2001 e lançado em 30 de agosto de 2003. Cidade de Deus se tornou um dos filmes brasileiros mais importantes de todos os tempos, sendo enaltecido pela crítica especializada que em geral, enfatizou suas qualidades artísticas e estéticas. Meirelles foi indicado ao Oscar de melhor diretor pelo filme.
Embora Meirelles fosse praticamente estreante no meio cinematográfico, Cidade de Deus abriu para ele o acesso internacional nesta área. Com isto, em 2005 estreia O Jardineiro Fiel, seu primeiro filme em língua inglesa. Uma coprodução inglesa e alemã, estrelado por Ralph Fiennes e Rachel Weisz. O filme foi selecionado para o Festival Internacional de Cinema de Veneza tendo recebido grande repercussão positiva, e Weisz ganhou o Óscar de melhor atriz secundária. Este trabalho lhe rendeu uma indicação ao Globo de Ouro e outra ao BAFTA, ambas na categoria de melhor diretor. Meirelles fez questão de chamar César Charlone que foi diretor de fotografia também nomeado ao Oscar por Cidade de Deus para compor a equipe de Jardineiro Fiel.
Em setembro de 2008, foi lançado nos cinemas o filme Ensaio sobre a Cegueira, cuja direção é de Meirelles em uma coprodução brasileira, canadense e japonesa. O autor do livro que deu origem ao filme, o português José Saramago assistiu ao longa junto de Meirelles em uma sessão de pré-estreia. Quando o filme terminou e as luzes foram acessas, Saramago, emocionado, disse a Meirelles: "Fernando, estou tão feliz por ter visto esse filme, feliz como estava quando acabei de escrever o livro". Continuando com a direção de drama internacionais, ele volta em agosto de 2012 com o lançamento do filme 360  estrelado por Anthony Hopkins e Ben Foster. Em 2013 ocorreu a estreia da série A Verdade de Cada Um no canal por assinatura National Geographic em que Fernando Meirelles atua com produtor.
Meirelles foi um dos diretores da Cerimônia de abertura dos Jogos Olímpicos de Verão de 2016 no Rio de Janeiro. Em 2019, Meirelles dirigiu Jonathan Pryce e Anthony Hopkins em Dois Papas para a Netflix, e produziu e dirigiu a série Pico da Neblina para a HBO, que mostra uma São Paulo onde a maconha foi legalizada.

## Trabalhos

### Cinema
| Ano  | Título                               |
| ---- | ------------------------------------ |
| 1998 | Menino Maluquinho 2 - A Aventura     |
| 2001 | Domésticas                           |
| 2002 | Cidade de Deus                       |
| 2005 | O Jardineiro Fiel                    |
| 2008 | Ensaio Sobre a Cegueira              |
| 2011 | 360                                  |
| 2011 | Brasil Animado (dublagem)            |
| 2012 | Elena (produção executiva)           |
| 2014 | Rio, Eu Te Amo (segmento Copacabana) |
| 2019 | Dois Papas                           |

### Televisão
| Ano  | Título                           | Emissora            |
| ---- | -------------------------------- | ------------------- |
| 1983 | Ernesto Varela, o Repórter       | Rede Globo          |
| 1989 | Rá-Tim-Bum                       | TV Cultura          |
| 2009 | Som & Fúria                      | Rede Globo          |
| 2013 | A Verdade de Cada Um (produção)  | National Geographic |
| 2015 | Os Experientes                   | Rede Globo          |
| 2015 | Felizes para Sempre?             | Rede Globo          |
| 2016 | Jogos Olímpicos de Verão de 2016 |                     |
| 2019 | Pico da Neblina                  | HBO Brasil          |

## Prêmios e indicações
| Ano  | Prêmio                             | Categoria                | Trabalho nomeado        | Resultado | Ref.   |
| ---- | ---------------------------------- | ------------------------ | ----------------------- | --------- | ------ |
| 2002 | Grande Prêmio do Cinema Brasileiro | Melhor Filme             | Domésticas              | Indicado  | [ 20 ] |
| 2003 | BAFTA Awards                       | Melhor Filme Estrangeiro | Cidade de Deus          | Indicado  | [ 20 ] |
| 2003 | Grande Prêmio do Cinema Brasileiro | Melhor Diretor           | Cidade de Deus          | Venceu    | [ 20 ] |
| 2003 | Grande Prêmio do Cinema Brasileiro | Melhor Filme             | Cidade de Deus          | Venceu    | [ 20 ] |
| 2004 | Óscar                              | Melhor Diretor           | Cidade de Deus          | Indicado  | [ 20 ] |
| 2006 | Globo de Ouro                      | Melhor Diretor           | O Jardineiro Fiel       | Indicado  | [ 20 ] |
| 2006 | BAFTA Awards                       | Melhor Filme Britânico   | O Jardineiro Fiel       | Indicado  | [ 20 ] |
| 2006 | BAFTA Awards                       | Melhor Diretor           | O Jardineiro Fiel       | Indicado  | [ 20 ] |
| 2008 | Festival de Cannes                 | Palma de Ouro            | Ensaio sobre a Cegueira | Indicado  | [ 20 ] |
| 2009 | Grande Prêmio do Cinema Brasileiro | Melhor Filme             | Ensaio sobre a Cegueira | Indicado  | [ 20 ] |

Civis
| Ano  | Condecoração        | Grau                | Concedente                | Ref.   |
| ---- | ------------------- | ------------------- | ------------------------- | ------ |
| 2006 | Ordem do Rio Branco | Oficial suplementar | Luiz Inácio Lula da Silva | [ 21 ] |